# The Last of Us

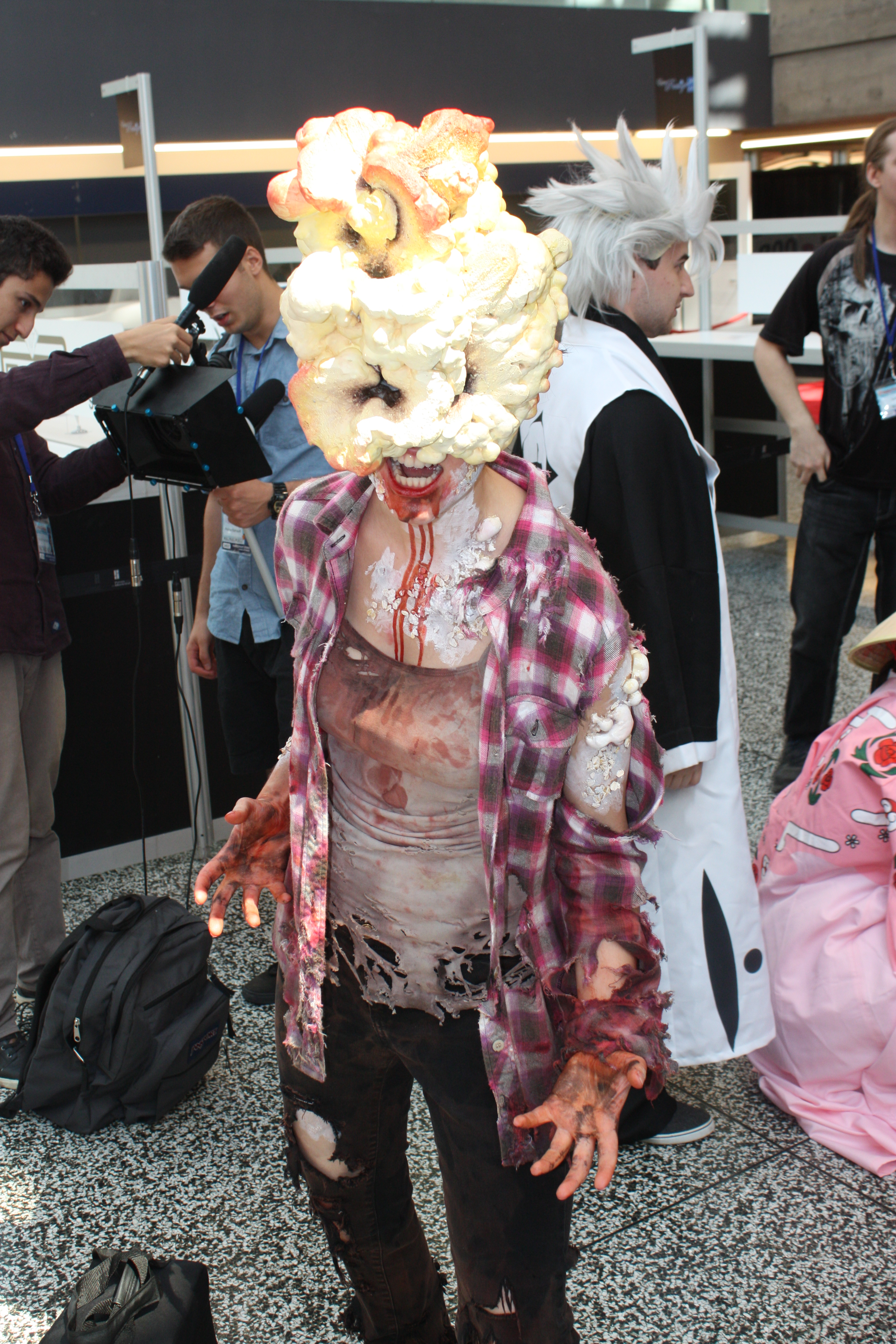
Nakažený ve stádiu clicker

The Last of Us je videohra amerického studia Naughty Dog pro systém PlayStation 3, následně udělaný remaster na PlayStation 4. V roce 2022 byl vytvořen remake na PlayStation 5. Celosvětově byla vydána 14. června 2013. Vedoucími projektu byli výtvarný ředitel a scenárista Neil Druckmann a šéf vývoje Bruce Straley.
Jedná se o postapokalyptický survival horor zasazený do blízké budoucnosti. Hra vypráví příběh dospělého muže Joela a čtrnáctileté dívky Ellie, kteří společně putují za bezpečím zdecimovanou Amerikou, poté co bylo lidstvo téměř vyhlazeno pandemickou nákazou parazitickou houbou Cordyceps. Ta ve hře může zasáhnout mozek člověka a přinutit ho k napadení dalších lidí a šíření infekce. Hráči se v roli Joela i Ellie musejí ve hře schovávat před infikovanými jedinci i před skupinami nepřátelských lidí, bránit se střelnými i improvizovanými zbraněmi a hledat cestu k cíli skrze zříceniny moderních měst a amerického venkova.
Po vydání se The Last of Us dočkalo nadšeného přijetí kritiky i hráči. Hra získala přes 200 ocenění, včetně prestižních cen BAFTA, DICE a české INVAZE za nejlepší hru roku 2013. Je považována za jednu z nejlepších videoher vůbec.
Dne 14. února 2014 vyšlo příběhové rozšíření The Last of Us: Left Behind, které vypráví příběh Ellie a její kamarádka Riley před událostmi základní hry. 29. července 2014 vyšla graficky vylepšená edice The Last of Us: Remastered pro konzoli PlayStation 4.
V prosinci 2016 zveřejnilo Sony v rámci PlayStation Experience nový trailer s Ellie a Joelem, čímž byly potvrzeny práce na druhém dílu. Ten se jmenuje The Last of Us Part II. Vydání Part II bylo původně plánováno na 21. února 2020, ale z důvodu pandemie covidu-19 bylo vydání odloženo. Hra nakonec vyšla 19. června 2020.
Na motivy hry byl v roce 2023 vydán seriál The Last of Us.

## Hratelnost
The Last of Us je dobrodružná akční hra s prvky survival hororu a stealth s kamerou z pohledu třetí osoby. Hráči se musejí skrývat před nepřáteli, v případě konfliktu se bránit střelnými či improvizovanými zbraněmi. Akční sekvence se střídají s průzkumem zničeného světa a hledáním cesty skrze ruiny měst, osady, stoky a dalších prostředí.
Zde se nacházejí jedinci infikovaní parazitickou houbou Cordyceps, která je proměnila v agresivní monstra řídící se echolokací pomocí klikavých zvuků. Infikovaní nepřátelé se dělí na několik typů podle stádia nákazy, což má vliv i na jejich chování. Kromě nich však často přijdou hrdinové do střetu s lidskými nepřáteli, kteří mohou používat střelné zbraně či granáty.
Protagonisté mohou naslouchat zvukům v okolí a odhalit tak pozici hlučných nepřátel. Ve hře je jejich poloha promítnuta jako bílá linie kolem jejich postavy, která prosvítá i skrze zdi. Dále si mohou vypomoci sběrem surovin, ze kterých si na pracovních stolech mohou připravit munici, provizorní zbraně nebo léčiva. Hra obsahuje několik druhů sběratelských předmětů, které více rozvíjejí obraz světa po katastrofě.
The Last of Us také nabízí tři online multi-playerové režimy, ve kterých se až osm hráčů rozdělených do dvou týmů utkává v arénách, kde zpravidla musejí zabít hráče z druhého týmu.  

## Děj
V roce 2013 se na území USA během jedné noci vše změní. Po celém světě vypukne epidemie nákazy způsobené houbou Cordyceps, která rapidně mění chování a vzhled oběti. Po vypuknutí nákazy se Joel s jeho dcerou Sarah a mladším bratrem Tommym snaží dostat z města ve kterém všude začíná všeobecná panika. Joel se dostane se Sarah na hranice města, kde vojáci likvidují infikované, ale i zdravé občany. Jeden z nich začne po dvojici střílet a zasáhne Sarah, která umírá Joelovi přímo v náručí. 
20 let poté, žije Joel s Tess. Jsou to pašeráci a dealeři. Jednoho dne se dozvědí, že jim jeden muž jménem Robert ukradl zbraně. Hodlají si je tedy vzít zpátky. V té době už je svět nakažen epidemií Cordyceps. Roberta zabijí a potkají Marleen. Marleen se zná s Tommym tudíž ví něco málo i o Joelovi. Marleen se snaží najít Světlonoše (skupinu lidí, kteří se pokoušejí najít lék proti houbě Cordyceps). Ví, kde jsou jejich zbraně, a nabídne jim že jim je dá, ale pod jednou podmínkou. Musí pro ní něco propašovat z města. To něco je 14letá dívenka jménem Ellie. Joel a Tess souhlasí a mají za úkol dovést děvče k další hlídce Světlonošů, která tam na ně bude čekat. Po cestě je ale zastaví vojáci a změří, jestli nejsou nakažení. Ellie při tom jednoho píchne nožem do nohy a ostatní společně rozstřílí. Tak Joel s Tess zjistí, že Ellie je nakažená.
Ellie se ale začne obhajovat, že od kousnutí infikovaného uběhly už 3 týdny, a že je imunní proti nákaze. Joel s Tess ji to nejdříve nevěří, ale po menších hádkách si uvědomí pravý důvod proč mají Ellie přepravit. Ellie totiž může být jedinou záchranou lidské rasy. Pokračují tedy v cestě ke Světlonošům. Všichni tři se po několika problémových střetnutí s nakaženými dostanou do budovy, kde mají Ellie předat Světlonošům. Hlídku, která na ně měla čekat, najdou ale celou vyvražděnou, čímž Joel bere svou práci za dokončenou. Tess se jim svěří, že jí jeden z nakažených kousl. Poté Joel s Ellie opouští Tess a jdou na jiné místo, kde se údajně nachází Světlonoši. K tomu ale potřebují auto. Dojdou k Joelovi starému známému Billovi a ten jim pomůže najít funkční auto. Poté Joel s Ellie jedou dál ke Světlonošům. Náhle je přepadne skupinka žoldnéřů, Joel je ale všechny postřílí.
Žoldnéři je ale sledovali dál a vyběhli na ně s tankem. Joel s Ellie se schovali do jednoho domu a tam potkali Henryho s jeho mladším bratrem Samem. Henry věděl, kde Světlonoši jsou, věděl, že musí dojít k vysílači. Jdou na místo a tam potkají skupinku dalších nepřátel. Joel je opět všechny zabije. Poté se Joel dostane na místo odstřelovače kde chrání Ellie, Henryho a Sama před skupinkou nakažených. Dostanou se k vysílači, kde stráví i noc. Další den ráno se jde Ellie podívat za Samem. Ten  je nakažený a chce jí kousnout. Henry, protože musí zachránit Ellie, zastřelí Sama, svého mladšího bratra. Henry řekne, "Co jsem to udělal?! Byl to můj bratr!" a s těmito slovy se zastřelí.

Znak Světlonošů

Joel s Ellie pokračují v cestě a jdou do staré vodní elektrárny a tam je překvapí Joelův bratr Tommy se svojí manželkou Marií. Joel si chce s Tommym promluvit o samotě. Když dojdou do místnosti, Joel poví Tommymu, že Ellie je imunní proti nákaze, a aby jí Tommy dovedl ke Světlonošům sám. Vrátí se k Ellie a Marii, Joel Ellie oznámí, že se rozchází a že ke Světlonošům jí dovede jeho bratr Tommy. Ellie se naštve, skočí na koně a odjede pryč... Joel s Tommym tedy na koni jedou za ní. Vystopují ji na ranči. Po hádce mezi Joelem a Ellie, kdy se Ellie zmíní o Joelově dceři, jim Tommy dá koně a ukáže jim nejbližší místo, kde by se měli nacházet Světlonoši. Měla by to být univerzita.
Joel s Ellie se tam dostanou a zjistí, že tam Světlonoši nejsou, pouze další nepřátelé. Při přestřelce ale Joel spadne z několika metrů na ocelovou tyč a probodne si břicho. Ellie proto musí sama bojovat proti nepřátelům a dostat Joela do bezpečí. Nakonec se jí podaří ho odvést do nákupního centra kde pro něj najde ve spadlé helikoptéře lékárničku a vlastnoručně mu zašije zranění na břiše.
Nyní hrajete poprvé za celou hru za Ellie která se snaží ulovit jelena, který ji zavede až do opuštěné vesnice, kde potká Davida a Jamese. David jí nabídne že když jí dá jelena, dá jí co bude chtít. Ellie potřebovala léky pro Joela a proto souhlasila. Později se vrátí k Joelovi a vymění mu obvazy na břiše. Když se Ellie ráno probudí, zjistí že jí Davidovi muži sledovali. Snaží se jim ujet na koni, přičemž jeden muž koně zastřelí. Později Ellie chytnou, dostanou do klece a mají v plánu ji zabít a potom sníst.
(nyní hrajete za Joela)
Joel se probudí, ale nikde nevidí Ellie, proto se jí vydá hledat, i když je pořád dost slabý a zraněný. Joel najde a napadne Davidovy muže a pomocí drastického mučení z nich dostane informace o tom, kde je Ellie. Joel se tedy vydá k Ellie.
(nyní hrajete za Ellie)

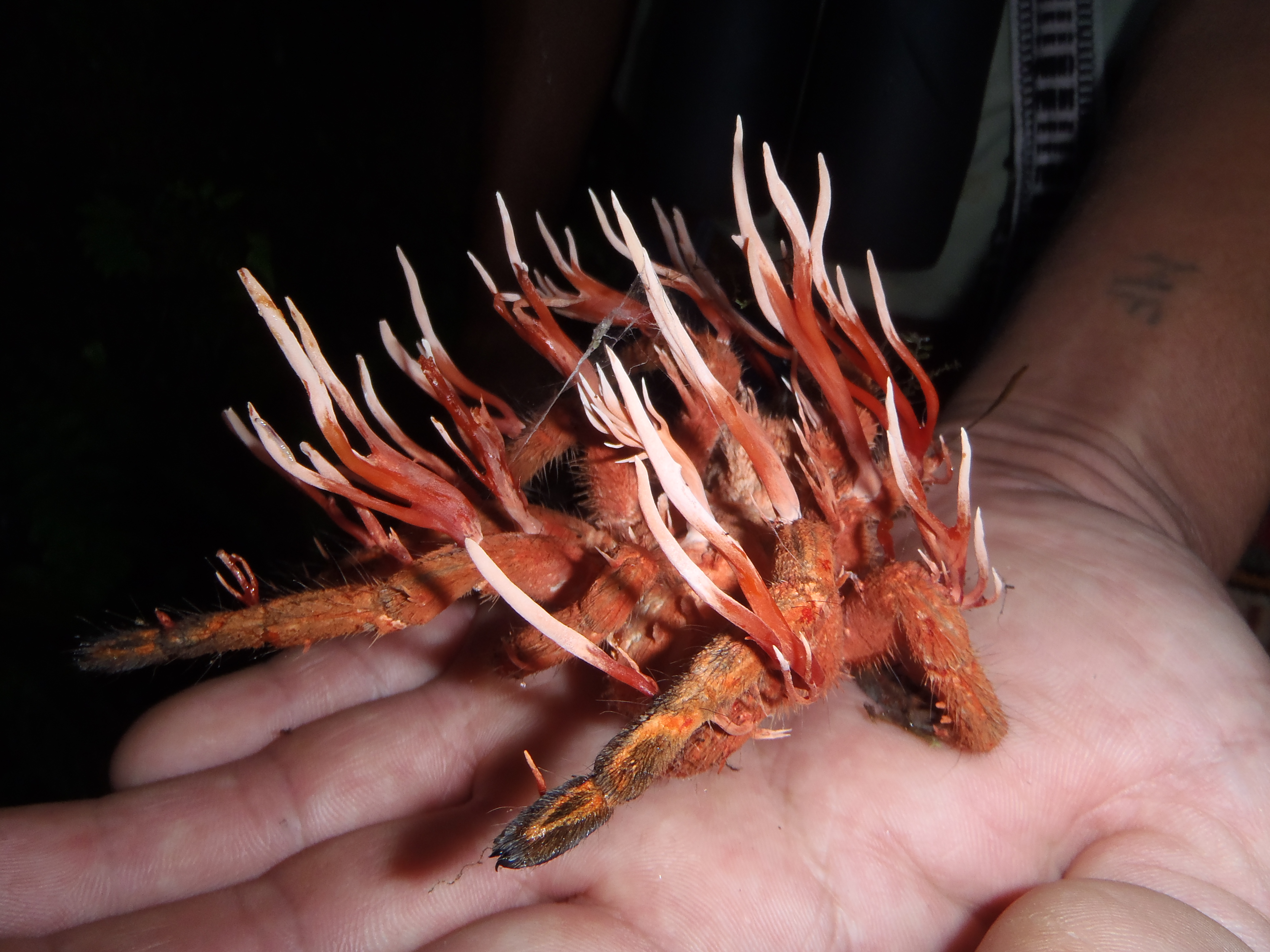
Pavoukovec nakažený houbou Cordyceps

Ellie se dostane z klece a snaží se uprchnout z Davidovy vesnice. Dostane se do restaurace, ve které se ji David snaží zabít. Po souboji Ellie vezme Davidův nůž a brutálně ho ubodá. Mezitím tam přijde Joel a začne Ellie utěšovat, a říkat, že vše už je v pořádku.
Joel s Ellie zjistí kde se nachází Světlonoši – nemocnice. Když se tam dostanou, Ellie odvezou na sál a Joel v nemocnici potká Marleen. Ta mu poví, že k tomu, aby mohli vyrobit vakcínu proti nákaze, musí z mozku Ellie houbu extrahovat, přičemž zemře. Joel si ale vytvořil dost silný vztah s Ellie a „našel“ v ní svojí zemřelou dceru, proto s tím vůbec nesouhlasí. Joel všechny vyvraždí a zachrání Ellie. S Ellie v náručí utíká před Světlonoši, kteří se ho snaží zastavit. Uteče na parkoviště, kde ho zastaví Marleen a křičí, ať zastaví, že pořád mohou vyrobit vakcínu. Joel zastřelí Marleen se slovy: „stejně by ses pro ni vrátila“. Ellie naloží do auta a jede s ní zpátky za Tommym do Jacksonu. Když se na cestě Ellie vzbudí, Joel jí zalže o tom, že Světlonoši nalezli mnoho takových imunních lidí, ale nebyli schopni vakcínu vyrobit, a proto to už vzdali. Ellie se kousek před Jacksonem zastaví a řekne Joelovi kousek příběhu o tom, jak ji kdysi pokousali a svěří se mu, že se cítí vinna za to, že přežila. Ellie nakonec řekne Joelovi ať jí přísahá, že všechno co jí kdy o Světlonoších řekl byla pravda. Hra končí s odpovědí Ellie „ok“.

## Zajímavosti
- Scenárista hry Neil Druckmann se svěřil, že při začátcích vývoje se on i ostatní tvůrci báli, že hra bude propadák a zruinuje pověst slavného vývojářského studia, proslaveného kvalitními hrami. Hra se nakonec stala jednou z nejprodávanějších a nejlépe hodnocených her studia.
- Evropská verze hry pro více hráčů (online multiplayer) má cenzurovanou brutalitu. Je tomu tak kvůli německým zákonům, vztahujících se na omezení explicitní brutality ve hrách. Ve verzi hry pro Ameriku můžeme vidět ustřelené končetiny, ve verzi pro Evropu nikoliv.
- Houba Cordyceps opravdu existuje. Napadá členovce a roste v oblasti Nepálu a Tibetu. Vyrábí se z ní léky.